# Национальный характер

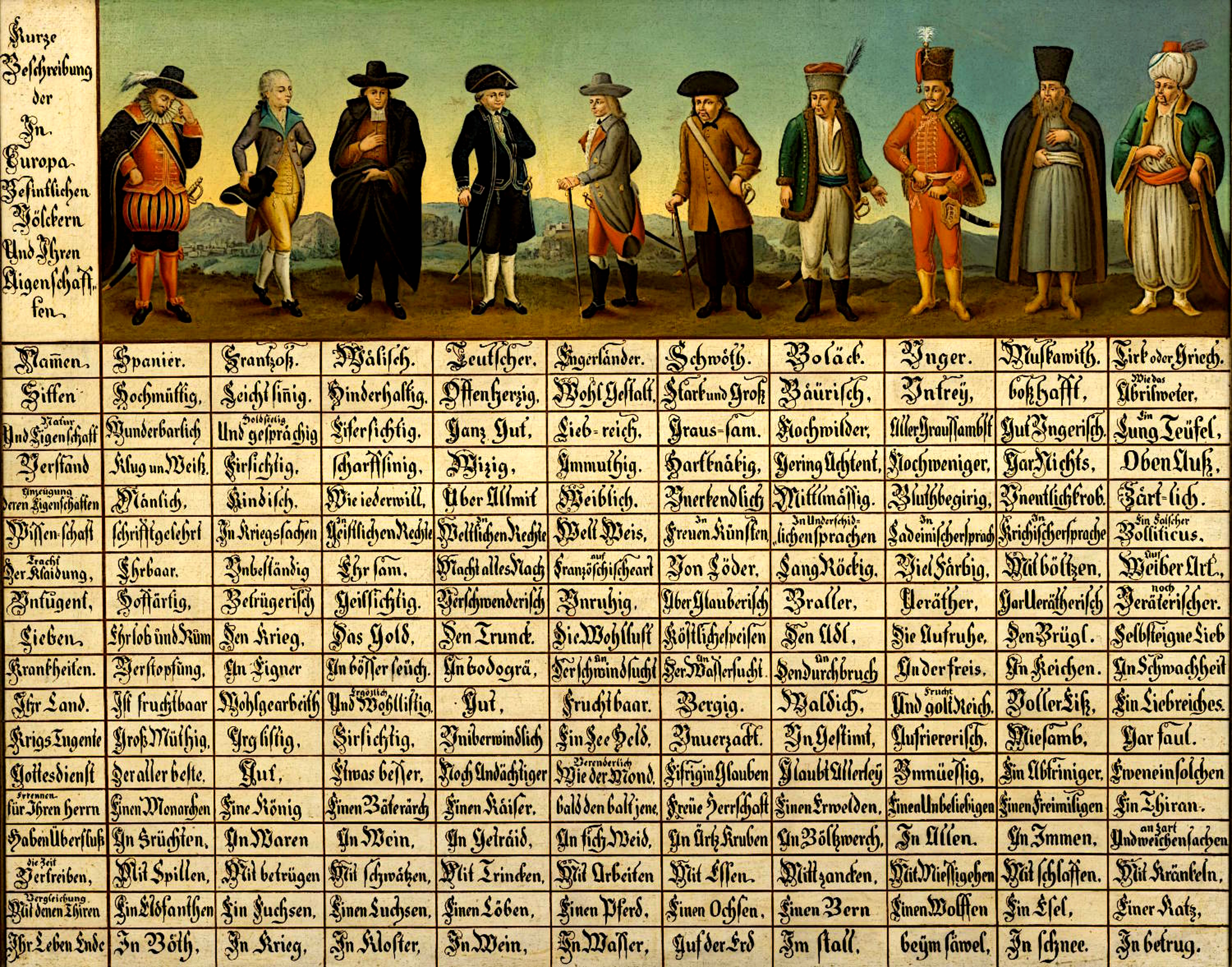
«Таблица народов», краткое описание народов, проживающих в Европе, и их характеристик, Штирия, около 1725

Национа́льный хара́ктер — общие «психические свойства», общность «психического склада» нации, народности, этнической группы, совокупность наиболее устойчивых психологических качеств, сформировавшихся у представителей нации в контексте определённых природных, исторических, экономических и социально-культурных условий её развития, отличительный набор личностных характеристик национальных групп в их восприятии в рамках обыденного сознания. Может пониматься как объект национальной гордости и признак «особости» конкретной нации. В качестве синонимов могут применяться термины «национальный менталитет», «национальная ментальность», «этническая ментальность». Близким понятием является национальный дух.
В рамках национально-государственной историографии тема «национального характера» часто включает существенный компонент антиисторизма, поскольку «национальный характер» и «национальный дух» часто понимаются как неизменные. По меньшей мере с периода романтизма «исторический путь» нации рассматривался как предопределённый.
Представления о национальном характере могут быть источником расизма. Источником социокультурной особенности той или иной группы часто определяются биологические, природные свойства. Эти свойства могут именоваться «народный дух», «культурный тип», «менталитет», свойства «расы». Все эти обозначения выполняют ту же функцию, которую в классическом расизме выполняет «кровь» (или «гены»): они предполагают наследование социальных признаков. Биологизация этнической идентичности и интерпретация культуры и поведения людей как проистекающих из генетической наследственности являются элементами расовой идеологии, которая в результате распространения этих взглядов продолжает присутствовать в обществе.
Проблема национального характера остаётся дискуссионной. Существуют разные мнения о том, существует ли национальный характер вообще. Предполагаемые различия в национальных характерах разных общностей рассматриваются рядом исследователей как тренды или тенденции, обусловленные самоидентификацией индивида определённой национальности, а не генотипические различия; предполагаемые черты национального характера — как национальные, этнические стереотипы. Работы, в которых стереотипы рассматриваются как реально существующие качества, могут считаться псевдонаучными.
Идеи врождённой культуры, национального характера и т. п. в рамках современной социологии полностью дискредитированы или являются устаревшими.

## Понятие и содержание
Национальные характеристики могут включать признаки, не связанные с личностью, такие как форма брака, сексуальная деятельность, интеллект, религиозность, однако черты личности, как правило, составляют ядро описаний национального характера. Широко распространённым в общественном сознании является мнение, что итальянцы темпераментны, американцы настойчивы, финны спокойны и т. п..
Историк Н. А. Ерофеев писал об этническом представлении как «словесном портрете или образе чужого народа», С. М. Арутюнян — о психологическом складе нации, который представляет собой «своеобразную совокупность разнопорядковых явлений духовной жизни народа». В рамках социальной психологии для данного явления применяются термины «национальный характер» или «этнический стереотип». «Национальный характер» представляет собой одно из базовых понятий лингвокультурологии, в которой обсуждается научно содержание данного термина.
Проявления «национального характера» или «национального духа» нередко демонстрируются историей военных конфликтов. Утверждается, что даже в условиях военных поражений или потери политической независимости «свой» народ проявляет такие «личностные» качества, как «стойкость», «мужество», «героизм», «любовь к родине» и др. Если народ, напротив, одерживает военные победы и захватывает территории, согласно национальной историографии, он проявляет «справедливость», «милосердие» и др. Национальный характер может увязываться с национальным превосходством, рассматриваясь как основа «достижений» (трудолюбие‚ талантливость и др.), так и как причина их отсутствия.
В соответствии с применяемыми методами анализа, интерпретации и сбора материалов в изучении национального характера могут применяться культурно-исторический, этнографический и психологический подходы. В качестве ведущего рассматривается первый, основанный на принципе культурного или социального детерминизма, и представляющий различия национального характера разных народов как обусловленные влиянием культурной среды.
Психологи и этнологи, утвердительно отвечающие на вопрос существования национального характера, не имеют единства в представлениях о его природе, содержании и сущности. На начальном этапе изучения национального характера дискуссионной была проблема самой его природы, является ли она социальной или биологической. Национальный характер мог рассматриваться как генетически предопределенный, передающийся от поколения к поколение, или, напротив, как феномен, который определяют социально-исторические и культурные условия развития нации. Длительное время дискуссионными оставались вопросы, являются ли черты национального характера уникальными и универсальными; как национальный характер соотносится с характером каждого конкретного представителя нации и насколько черты национального характера распространены среди нации в целом; в какой мере национальный характер является предопределенным и изменчивым.

## Развитие представлений
Самоидентификация вольно или невольно происходит через сопоставление с другими. Этот подход транслируется также на нацию, рассматриваемую в качестве целостности и наделяемую персонифицированными чертами, такими как национальный дух.
Первоначально национальный характер был описательным понятием, которое анализировали историки, философы, географы, путешественники, литераторы, использовавшие его с целью объяснить и охарактеризовать психологию отдельных народов, стиль и образ их жизни, нравы, обычаи, поведение и др. Первые упоминания о характере народов читаются в античной литературе, в работах Геродота, Тацита и др.
Около XVII века в практической дипломатии возникло обыкновение замечать и сравнивать друг с другом национальные характеры. Позже оно привело к появлению самого термина «национальный дух» (l’esprit des nations) у Боссюэ и французских просветителей, особенно у Вольтера и Монтескьё. Под влиянием Монтескьё Фридрих Карл фон Мозер выпустил книжечку (56 страниц) «О немецком национальном духе» (Von dem deutschen Nationalgeist, 1765), вызвавшую обширную дискуссию.
Идея народного духа или духа народов впервые была чётко выражена у Иоганна Гердера. Она составила часть структуры философии истории Гегеля. Фридрих Савиньи использовал эту идею в качестве принципа объяснения в рамках своего учения о праве. Идея становилась всё более позитивистской в работах ряда философов вплоть до Вильгельма Вундта в рамках его психологии народов.
К вопросу национального характера обращались Иоганн Гердер, Дэвид Юм, Кант, Гегель, Н. Я. Данилевский, В. О. Ключевский, В. С. Соловьёв, Н. А. Бердяев, Н. О. Лосский и др., итогом чего стало создание психологических портретов русского и др. народов.
Представления о коллективной ментальности сформулированы Алексисом де Токвиля в книге «Демократия в Америке» (1835). Он стремился найти первопричины предрассудков, привычек и пристрастий, получивших распространение в общественном сознании Америки. По его мнению, это и является национальным характером. По мнению Токвиля, всем жителям Соединённых Штатов свойственны сходные принципы мышления, их умственная деятельность соответствует единым правилами. Данная исследовательская традиция позднее привела к формированию психоистории.
На рубеже XIX—XX веков многими учёными поддерживалась концепция «этнопсихологии» о существовании психологических различий отдельных этнических групп. Речь шла в первую очередь о «дикарях», мозгу которых приписывалась психологическая структура, отличная от таковой у «цивилизованных людей». Этот подход основывался на таких концептах, как «коллективные идеи» и «первобытное мышление» и способствовал появлению понятия «национальный характер». Это направление поддерживал психолог Уильям Мак-Дугалл из Гарвардского университета, который заявлял о наличии умственных различий между расами. Он предложил понятие «психологической», или «культурной», дистанции и утверждал, что в тех случаях, когда эта дистанция велика, отношения между вступающими в контакт группами с неизбежностью будут носить катастрофический характер. По его мнению, группы, которые существенно различаются психологически, не способны сосуществовать. В 1920-е годы подобные представления стали базой для принятия антииммигрантского законодательства в США, поскольку иммигрантов начали рассматривать как угрозу культурному единству американской нации. Эта популярная в Европе концепция «этнопсихологии» отразилась в представлениях Сталина о «едином психологическом складе», свойственном этнической общности. Утверждая наличие жёсткой зависимости между популяцией и психологией, сталинская формулировка открывала возможность для биологизаторского восприятия этноса. Традиция прослеживается до настоящего времени, выражаясь, в частности, в попытках «научного» обоснования существования умственных различий между разными расами или этническими группами при помощи определения «коэффициента умственных способностей» (IQ).
Исследования национального характера, в том числе на основе исторического материала, начались в середине XX века, будучи стимулированы политическими целями.
Специальным и всесторонним изучение национального характера стало в начале 1920-х годов в рамках американской психологической антропологии в теоретико-методологическом направлении «Культура и личность». Основу этого направления составил культурный детерминизм школы Франца Боаса (Рут Бенедикт, М. Мид), а также неофрейдизм (Абрам Кардинер, Ральф Линтон, К. Дюбуа, И. Халлоуэл и др.). Исследователи этого направления считали, что каждую культуру характеризует специфический, относительно устойчивый типом личности, выявить который, а значит и национальный характер, возможно изучая особенности и условия первичной социализации детей. Видный представитель данного направления Дж. Горер стал главой специальных исследований национального характера. В рамках этих исследований были предложены концепции «базовой структуры личности» Кардинера, «модальной личности» Линтона, а затем «мультимодальной личности» А. Инкельса и Дэниела Левинсона).
Данные концепции предполагали, что свойства национального характера возможно вывести из «базовой» или «модальной личности». Считалось, что в каждой культуре формируется только ей присущая базовая структур личности — комплекс типичных личностных черт, который характерен для людей, выросших и воспитанных в рамках конкретной культуры. При изучении «базовой личности» применялись описательные этнологические методы. Первоначально изучение национального характера ограничивалось наблюдением и этнографическим описанием составных компонентов культуры, таких как обычаи, традиции, быт, образ жизни народов. Позднее этнографические методы сбора информации дополнились психоанализом в качестве метода её основной интерпретации и методами анализа различных источников, включая литературные произведения, публицистику, биографические описания, официальные материалы и др. Более поздние исследования широко применяли психологические тесты, включая проективные — тест Г. Мюррея — ТАТ, тест Роршаха и др., глубинное интервью и др. Затем понятие «базовой структуры личности» дополнилось, а впоследствии было заменено статистическим понятием «модальной личности», которое предполагало наиболее часто встречающийся в рамках данной культуры, то есть модальный, тип личности, выявляемый посредством психологического тестирования. Из этого делался вывод, что национальный характер связан с частотой распространения типов модальной личности в конкретном обществе.
В работе «Бегство от свободы» (1941) Эриха Фромма вводится понятие социального характера, представленное как ключевое для понимания общественных процессов.
А. Инкельс и Левинсон поставили под сомнение существование модальных личностей, единых для всего современного общества, и предложили понятие «мультимодальной личности». В рамках этой концепции национальный характер представляет не единственный тип личности, а ряд «типичных модальных личностей», которые отражают специфику и особенности различных социальных и этнических групп в рамках современного сложноорганизованного индустриального общества. В русле этого направления проводились исследования не только преобладающих типов личности у представителей племенных культур, но и предполагаемого национального характера представителей «сложных» современных культур, таких как немцы (Эрих Фромм, У. Лангер, Эрик Эриксон), русские (Горер, М. Мид, Эриксон, Б. Каплан, Клайд Клакхон), японцы (Клакхон, Рут Бенедикт) и др.
К концу 1950-х годов направление «Культура и личность» испытало глубокий кризис. Основные положения его концепций были подвергнуты существенной критике психологами, социологами, этнологами ввиду отождествления национального характера с представлением о единой для общества структуры личности; а также абсолютизации межкультурных и недооценки внутрикультурных различий.
Лингвист С. Г. Тер-Минасова в качестве источников, которые подтверждают существование национального характера выделяет следующие: «международные анекдоты, полностью базирующиеся на стереотипных представлениях о том или ином народе. Эти стереотипы не столько отражают некие наиболее существенные и типичные черты народа, сколько формируют их и в глазах других народов, и в собственных глазах»; «национальная классическая литература, несколько „подпорченная“ как источник индивидуальным авторством и субъективным взглядом на мир»; фольклор, или устное народное творчество, представляющее собой коллективное творчество народа, лишённое субъективизма, характерного для индивидуально-авторских произведений; наиболее надёжное и научно приемлемое свидетельство существования — национальный язык, как отражающий, так и формирующий характер носителей. Русский философ Иван Ильин понимал язык как «фонетическое, ритмическое и морфологическое выражение народной души».
Корни расистских установок в современной России уходят в советскую эпоху, когда, несмотря на декларируемый интернационализм, в последние десятилетия интеллектуалами уделялось много внимания этническому делению общества. Этносы воспринимались как обособленные целостности со своими самобытными культурами и языками, со своими «национальными характерами». Им приписывались строго определённые стереотипы поведения, воспринимавшиеся как свойства, имманентно (внутренняя связь) присущие любому члену этнической группы. Подобные теории бытовали не только среди интеллектуалов, представлявших различные народы СССР, использовавших их, как мощное средство защиты от всеобщей русификации, но в своих целях их эксплуатировала и власть, которая могла обвинить целые народы в измене и депортировать их. За всем этим стояла вера в «национальный характер», наделённый устойчивым набором черт. Такое стало возможным в результате восприятия этноса как закрытого организма.

## Соотношение с другими понятиями
Некоторые авторы предпринимают попытку отделить национальную ментальность от национального характера. Национальный менталитет понимается как «национальный способ восприятия и понимания действительности, определяемый совокупностью когнитивных стереотипов нации. Ср.: американец при виде разбогатевшего человека думает: „Богатый — значит умный“; русский же в этом случае обычно думает: „Богатый — значит вор“. Понятие „новый“ у американца воспринимается как „улучшенный, лучший“, у русского — как „непроверенный“». Национальный менталитет рассматривается как национальный способ восприятия и понимания действительности на основе имеющихся в национальном сознании стереотипов, готовых объяснительных схем, механизмов каузальной атрибуции. Национальный менталитет относится к стереотипам сознания, а национальный характер к психологическим стереотипам поведения народа.
Глубокие структуры менталитета выражаются через свойства национального характера. Базовые составляющие менталитета определяют его свойства, а значит, также черты национального характера, особенности его поведения, институтов, истории, «судьбы» и т. п.

## Критика представлений
Алексис де Токвиль писал о создателях национальных «Историй», они «не только отказывают любым отдельным гражданам в возможности влиять на судьбу своего народа, но также отнимают у самих народов возможность изменять собственную участь… По их мнению, каждая нация имеет свою неизбежную судьбу, предопределяемую её положением, происхождением, её прошлым и врожденными особенностями, и эту судьбу никакие усилия не смогут изменить. Они представляют поколения в их неразрывной взаимосвязи и, восходя таким образом от векa к веку, от одних неизбежных событий к другим неизбежным событиям, достигают времен сотворения мира и куют мощные цепи, опутывающие весь род людской».
Культуролог Питирим Сорокин писал, что как свойства отдельных частей автомобиля не являются тождественными свойствам целого механизма как организованной системы, так и свойства социально-культурной системы невозможно понять, изучая отдельных членов социума. На этом основании он считал, что психологическое исследование национального характера принципиально невозможно. Историк и социолог Б. Ф. Поршнев писал, что неудачи любых попыток «составления для каждой этнической общности чего-то вроде социально-психологического паспорта» отражают не только несовершенство принятых понятий и методологические трудности, но и противоречивость исторического развития
Филолог А. В. Прожилов отмечал, что в международных анекдотах, национальной классической литературе и фольклоре отражены не черты национального характера, а этнические автостереотипы и гетеростереотипы. В отношении национального языка как «самом надёжном и научно приемлемом свидетельстве существования национального характера», воспроизводится восходящая к неогумбольдтианству идея лингвокультурологии, согласно которой язык формирует характер носителя. Ряд работ лингвистов подвергли критике идеи, постулаты и методологию лингвокультурологии.
Авторы часто априори предполагают, что определённые ими стереотипы сознания и поведения присущи всем представителям конкретного народа, не считая необходимым проверить свои теоретические построения экспериментальным путём или привлекать другие системы подтверждений. Предполагается, что известно, о чём именно думает каждый представитель народа при определённом стимуле. Не уточняется, какая общность понимается под «народом». Прожилов называет такую работу мифотворчеством.
Под «концептом» «национальный характер», «национальный менталитет» и синонимичными терминами подразумеваются психические свойства группы людей, обычно очень крупной. Эта группа обладает общей культурой, реакциями, моделями поведения, системой ценностей, символами, обычаями и др. Однако из общности культуры не следует общность и специфичность психического склада составляющих группу. Черты, воспринимаемые в качестве специфических особенностей «национального характера», представляют собой элементы общенациональной культуры; их существует не очень много, если не рассматривать вместо них этностереотипы, и они являются продуктом конкретных исторических условий и культурных влияний. Эти особенности культуры производны от исторических обстоятельств и меняются вместе с ними, постоянно и динамично. Вслед за культурными особенностям и, как правило с существенным отставанием, меняются и связанные стереотипы. Так, в начале XVIII века в Европе многими считалось, что англичане склонны к революционной деятельности и переменам, тогда как французы воспринимались как консервативный народ; сотню лет спустя мнение изменилось на противоположное. В начале XIX века немцы считались, и они сами разделяли это представление, непрактичным народом, который склонен к философии, музыке и поэзии и не очень способен в сфере техники и предпринимательства. После промышленного переворота в Германии стереотип этот исчез. В целом ввиду сложности и противоречивости истории народов и наций этностереотипы не выражают и не отражают черты культуры в каждый конкретный период.
Исследование (опубликовано в 2005 году), проведённое международной группой из 65 исследователей в рамках проекта «Личностные профили культур» (Personality Profiles of Cultures, PPOC) студенты колледжей и университетов из 49 различных культур или субкультур описывали типичного представителя своей культуры. В большинстве изученных культур личностный профиль типичного представителя культуры не демонстрировал коррелляции с усреднённым профилем оцениваемых личностных черт конкретных людей той же культуры. Так, русские респонденты оценивали типичного соотечественника как более открытого к новому опыту, чем респонденты любой из других 48 национальностей; но, оценивая личностные черты реального хорошо известного им русского, они давали средние оценки открытости ниже кросс-культурного среднего уровня. «…представления о национальном характере не отражают зеркально актуально измеренные личностные характеристики и, возможно, не содержат даже „зерна правды“».
В рамках работы (исследование опубликовано в 2013 году) исследовательской группы из 52 учёных из разных стран под руководством Роберта МакКрэя из американского Балтимора предложила 3 323 респондентов из 26 стран оценить личность своих соотечественников на основе вопросов «Большой пятёрки» (Big Five), которые позволяют выявить пять основных личностных черт: экстраверсия, нейротизм, уступчивость, добросовестность и открытость к новым впечатлениям. Степень выраженности данных качеств была выявлена в ходе предыдущих исследований. В нескольких странах учёные провели соответствующее репрезентативное тестовое исследование. Сравнительный анализ показал, что мнения респондентов о национальном характере соотечественников имеют мало общего с реальностью.
Мартина Гржебичкова из Чешской академии наук провела опрос (исследование опубликовано в 2014 году) респондентов из Австрии, Чехии, Германии, Польши и Словакии, в котором предлагалось оценить личностные особенности жителей соседних стран. Анализ результатов выявил относительное единство в оценочных суждениях, что имеет мало общего с действительностью. Согласно авторам, оценочные суждения о качествах личности иностранцев основываются на сомнительной логике. Так, жители богатых стран считаются более добросовестными. Добросовестные, трудолюбивые и дисциплинированные люди, действительно являются более продуктивными, но валовой национальный продукт страны зависит также от исторических обстоятельств и большого числа других факторов. Кроме того, богатство является относительным качеством, по причине чего жители из бедных стран воспринимают американцев более добросовестными, чем жители богатых стран. Согласно распространённым стереотипам, профиль личности канадцев имеет значительное сходство с жителями Индии и Буркина Фасо и сильно отличается от профиля личности американцев, однако личностные качества канадцев и американцев практически идентичны.
В современной научной литературе использование понятия национального характера снижается. Проблемы психологического своеобразия разных народов изучаются посредством выявления таких особенностей, как базовые ценности, этнические стереотипы, установки, представления и др., являющихся предметом этнической психологии.